# Karczmarski Żleb

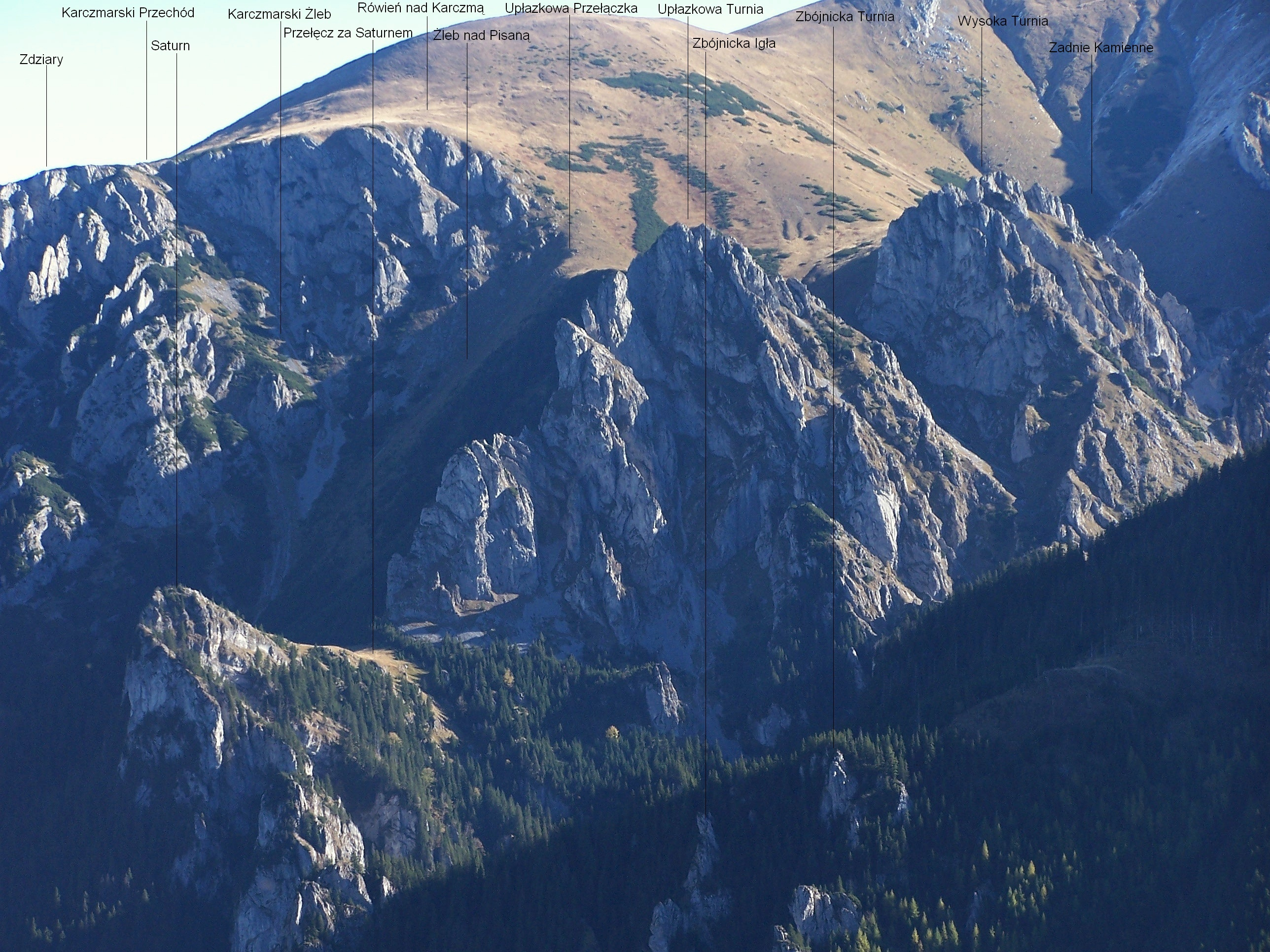
Widok z Ornaku

Karczmarski Żleb – żleb w Dolinie Kościeliskiej w polskich Tatrach, będący orograficznie prawą odnogą Pisaniarskiego Żlebu. Opada spod Karczmarskiego Przechodu (ok. 1660 m) w zachodnim kierunku. Wznoszą się nad nim mające wysokość około 100 m ściany Równi nad Karczmą, w których wytyczono drogę wspinaczkową przez Karczemny Komin.
Karczmarski Żleb wraz z Karczmarskim Przechodem tworzą naturalną granicę pomiędzy Zdziarami a Równią nad Karczmą, będącą stokami Upłaziańskiej Kopy.